# Tramwaje w Saint-Étienne

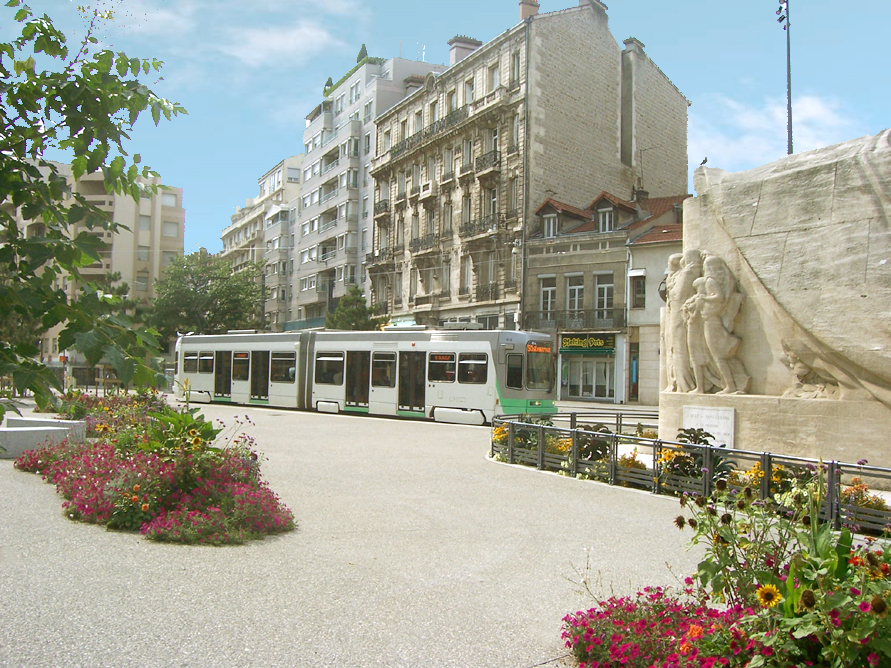
Tramwaj na placu Fourneyron

Tramwaje w Saint-Étienne – system komunikacji tramwajowej we francuskim mieście Saint-Étienne. Został uruchomiony 4 grudnia 1881 i jest jednym z trzech we Francji, które nigdy nie uległy likwidacji. Obecnie składa się z trzech linii kursujących po 11,5 kilometrów torów. Przedsiębiorstwem organizującym i odpowiadającym za przewozy jest Société de Transports de l'Agglomération Stéphanoise – STAS.

## Historia
Pierwsza linia tramwaju parowego została otwarta 4 grudnia 1881 i kursowała między La Terrasse oraz Bellevue, licząc 5,5 km długości. Operatorem zostało przedsiębiorstwo Chemins de Fer à Voie étroite de Saint-Étienne. W 1912 zakończono proces elektryfikacji sieci, lecz już 20 lat później na miejsce tramwajów zaczęły pojawiać się trolejbusy. W 1956 w mieście została tylko jedna linia tramwajowa, która przetrwała likwidację z powodu braku możliwości przebudowy na potrzeby trakcji trolejbusowej. Dzięki decyzji o zachowaniu systemu, do miasta sprowadzono nowe tramwaje PCC, które zastąpiły tabor z lat 30.
W 1983 wydłużono linię z  Bellevue do Solaure, zaś w 1991 z La Terrasse do Hôpital Nord, dzięki czemu osiągnęła ona długość 9,3 km. Dotychczasowe przystanki końcowe są obecnie wykorzystywane przez niektóre kursy szczytowe. Między 1991 a 1992 rokiem zakupiono 15 nowych tramwajów TFS wyprodukowanych przez konsorcjum Alstom-Vevey. W 2006 roku otwarto odgałęzienie z Peuple Libération do dworca kolejowego Gare de Saint-Étienne-Châteaucreux.

## Linie
| Linia | Przystanek początkowy | Przystanek końcowy | Rok otwarcia | Długość | Liczba przystanków | Stan linii | Tabor            |
| ----- | --------------------- | ------------------ | ------------ | ------- | ------------------ | ---------- | ---------------- |
| T1    | Hôpital Nord          | Solaure            | 1881         | 9,3 km  | 27                 | Kursuje    | TFS Alstom-Vevey |
| T2    | Hôpital Nord          | Châteaucreux       | 2010         | 8,2 km  | 22                 | Kursuje    | TFS Alstom-Vevey |
| T3    | Châteaucreux          | Bellevue           | 2010         | 5,0 km  | 16                 | Kursuje    | TFS Alstom-Vevey |

## Tabor
Tramwaje kursujące w Saint-Étienne, poruszają się na torach o rozstawie szyn 1000 mm. Obecnie spółka STAS posiada 35 niskopodłogowych wagonów TFS wyprodukowanych przez konsorcjum Alstom-Vevey zakupionych w 1991 (15 sztuk) oraz 1998 (20 sztuk). Tramwaje mają 23,24 m długości oraz 2,10 m szerokości i zasilane są prądem stałym o napięciu 600 V.
W latach 2016 - 2017 zakupiono tramwaje Urbos 3, których producentem jest hiszpański CAF. To pięcioczłonowe, dwustronne, dwukierunkowe pojazdy całkowicie niskopodłogowe.  Zamówionych zostało 16 sztuk wozów.
Od lat 50. w mieście kursowały jednokierunkowe tramwaje PCC w liczbie 30 pociągów. W przeciwieństwie do współczesnych wagonów, odbierały one prąd przy pomocy pałąków zamiast pantografów. Po raz ostatni wyjechały na linię w 1998, a do dzisiaj przedsiębiorstwo STAS posiada 6 egzemplarzy:
- 5 dwuwagonowych składów o numerach od 551 do 555 wystawionych na sprzedaż.
- 1 jednowagonowy tramwaj techniczny o numerze 586. Wyposażony jest w pantograf.